# Carea flava
Carea flava är en fjärilsart som beskrevs av George Thomas Bethune-Baker 1906. Carea flava ingår i släktet Carea och familjen trågspinnare. Inga underarter finns listade i Catalogue of Life.